# ایون-بای-د-سی، نیوجرسی
ایون-بای-د-سی (به انگلیسی: Avon-by-the-Sea) شهری در ایالت نیوجرسی کشور ایالات متحده آمریکا است که جمعیت آن در سرشماری سال ۲۰۱۰ میلادی، ۱٬۹۰۱ نفر بوده‌است.